# 新潟県道168号越後赤塚停車場四ッ郷屋線
新潟県道168号越後赤塚停車場四ッ郷屋線（にいがたけんどう168ごう えちごあかつかていしゃじょうよつごうやせん）は、新潟県新潟市西区内の一般県道である。

## 概要
JR越後線・越後赤塚駅から新潟市西区みずき野地区中心部 - 北部を通り、木山地区に接続。さらに北上し、四ッ郷屋浜に至る路線である。
以前は越後赤塚駅と直接接続されておらず、またみずき野地区は宅地化が進行していなかったこともあり、2車線の狭隘な区間であった。2000年頃にみずき野地区において区画整理が行われたことに伴い、道路が大幅に付け替えられ、また越後赤塚駅に直接接続されるようになった。また区画整理前は新潟県道46号新潟中央環状線と直接接続されていたが、現在は直接接続しておらず、市道を介した接続となる。
みずき野地区から木山地区にかけては、田畑の中を通過する区間となる。木山地区からは再び集落の中を経由する区間となり、四ツ郷野地区西部を通過後、国道402号との交差点で終点となる。その先は四ッ郷屋浜海水浴場に至る市道となる。

### 路線データ
- 起点：新潟市西区小見郷屋字上蒲（＝越後赤塚駅）
- 終点：新潟市西区四ッ郷屋字岩山（＝四ッ郷屋浜、国道402号交点）
- 路線延長：

## 地理

### 通過する自治体
- 新潟県
新潟市（西区）

### 交差する道路
- 赤塚駅前交差点先、市道を介してみずき野二丁目で新潟県道46号新潟中央環状線、小見郷屋交差点で新潟県道46号新潟中央環状線バイパスに接続
- 新潟県道2号新潟寺泊線（木山交差点）
- 国道402号（四ッ郷屋浜）